# Attilio Escate
Attilio Grimaldo Escate Aravena (Callao, Perú, 1 de agosto de 1949) es un exfutbolista peruano que se desempeñaba como delantero y jugó la mayor parte de su carrera futbolística en diversos equipos peruanos, sobre todo en el Sport Boys Association.

## Trayectoria
Se inició en el fútbol en 1966 en el Club Carlos Concha, para luego jugar en diversos equipos del Perú, como el Sport Boys Association,el Club Centro Deportivo Municipal, el Club Atlético Grau, el Club Sport Unión Huaral y el Club Atlético Chalaco. Tuvo paso por algunos clubes ecuatorianos. Luego de su retiro se dedicó a ser entrenador de fútbol.

## Clubes

### Como jugador
| Club                                    | País    | Año         |
| --------------------------------------- | ------- | ----------- |
| Club Carlos Concha                      | Perú    | 1966 - 1969 |
| Sport Boys Association                  | Perú    | 1970 - 1972 |
| Club Centro Deportivo Municipal         | Perú    | 1973 - 1974 |
| Club Atlético Grau                      | Perú    | 1975        |
| Club Deportivo Carmen Mora de Encalada  | Ecuador | 1976        |
| Sport Boys Association                  | Perú    | 1977 - 1982 |
| Club Social y Deportivo Audaz Octubrino | Ecuador | 1983        |
| Club Sport Unión Huaral                 | Perú    | 1984        |
| Sport Boys Association                  | Perú    | 1985        |
| Club Deportivo Walter Ormeño            | Perú    | 1985        |
| Club Atlético Chalaco                   | Perú    | 1987 - 1988 |

### Como entrenador
| Club                        | País | Año         |
| --------------------------- | ---- | ----------- |
| Club Atlético Chalaco       | Perú | 1988 - 1989 |
| Club Atlético Pilsen Callao | Perú | 2009        |